# Nederlandse kampioenschappen zwemmen 2006
De Nederlandse kampioenschappen zwemmen 2006 werden gehouden van 9 tot en met 11 juni 2006 in Nationaal Zwemcentrum de Tongelreep in Eindhoven.

## Podia

### Mannen
| Onderdeel            | Goud                                                                       | Goud       | Zilver                                                                     | Zilver   | Brons                                                                               | Brons    |
| -------------------- | -------------------------------------------------------------------------- | ---------- | -------------------------------------------------------------------------- | -------- | ----------------------------------------------------------------------------------- | -------- |
| Vrije slag           |                                                                            |            |                                                                            |          |                                                                                     |          |
| 50 m                 | Pieter van den Hoogenband PSV                                              | 22,70      | Johan Kenkhuis Swimteam                                                    | 22,72    | Gijs Damen PSV                                                                      | 23,33    |
| 100 m                | Pieter van den Hoogenband PSV                                              | 49,66      | Mitja Zastrow PSV                                                          | 49,85    | Gijs Damen PSV                                                                      | 51,25    |
| 200 m                | Thomas Felten PSV                                                          | 1.52,66    | Stefan Oosting PSV                                                         | 1.52,98  | Joost Reijns Swimteam                                                               | 1.54,84  |
| 400 m                | Sebastiaan Verschuren Aquarijn                                             | 3.59,63    | Alex Schelvis MNC Dordrecht                                                | 4.01,04  | Joost Reijns Swimteam                                                               | 4.06,05  |
| 800 m                | Sebastiaan Verschuren Aquarijn                                             | 8.08,90 NR | Alex Schelvis MNC Dordrecht                                                | 8.28,03  | Arjen van der Meulen DZ&PC                                                          | 8.34,53  |
| 1500 m               | Arjen van der Meulen DZ&PC                                                 | 15.54,88   | Alex Schelvis MNC Dordrecht                                                | 16.15,99 | Davy Verreusel Hellas-Glana                                                         | 16.38,06 |
| Rugslag              |                                                                            |            |                                                                            |          |                                                                                     |          |
| 50 m                 | Nick Driebergen Swimteam                                                   | 26,62      | Mitja Zastrow PSV                                                          | 26,90    | Merijn Ellenkamp WWV                                                                | 27,08    |
| 100 m                | Nick Driebergen Swimteam                                                   | 56,90      | John Keetman PSV                                                           | 58,46    | Bastiaan Tamminga PSV                                                               | 59,25    |
| 200 m                | Nick Driebergen Swimteam                                                   | 2.04,62    | John Keetman PSV                                                           | 2.05,65  | Sander Karssen DWK                                                                  | 2.07,97  |
| Schoolslag           |                                                                            |            |                                                                            |          |                                                                                     |          |
| 50 m                 | Robin van Aggele Zwemlust-den Hommel                                       | 29,00      | Thijs van Valkengoed De Dolfijn                                            | 29,35    | Lennart Stekelenburg MNC Dordrecht                                                  | 29,46    |
| 100 m                | Robin van Aggele Zwemlust-den Hommel                                       | 1.02,19    | Lennart Stekelenburg MNC Dordrecht                                         | 1.04,53  | Thijs van Valkengoed De Dolfijn                                                     | 1.04,74  |
| 200 m                | Robin van Aggele Zwemlust-den Hommel                                       | 2.15,28    | David uit den Boogaard DWK                                                 | 2.24,64  | Bram Dekker ZCValkenburg                                                            | 2.24,90  |
| Vlinderslag          |                                                                            |            |                                                                            |          |                                                                                     |          |
| 50 m                 | Robin van Aggele Zwemlust-den Hommel                                       | 24,45      | Bastiaan Tamminga PSV                                                      | 24,75    | Joran Barends DWK                                                                   | 25,10    |
| 100 m                | Pieter van den Hoogenband PSV                                              | 54,24      | Bastiaan Tamminga PSV                                                      | 56,22    | Joran Barends DWK                                                                   | 56,53    |
| 200 m                | Robin van Aggele Zwemlust-den Hommel                                       | 2.02,94    | Joeri Verlinden PSV                                                        | 2.06,63  | Alex Schelvis MNC Dordrecht                                                         | 2.06,70  |
| Wisselslag           |                                                                            |            |                                                                            |          |                                                                                     |          |
| 200 m                | Robin van Aggele Zwemlust-den Hommel                                       | 2.07,15    | Sander Karssen DWK                                                         | 2.07,63  | Rudy Ted de Haan Aquaflippers                                                       | 2.08,64  |
| 400 m                | Robin van Aggele Zwemlust-den Hommel                                       | 4.32,57    | Nick Driebergen Swimteam                                                   | 4.34,33  | Raymond van de Merwe WVZ                                                            | 4.37,65  |
| Vrije slag estafette |                                                                            |            |                                                                            |          |                                                                                     |          |
| 4×100 m              | PSV 1 Ewoud Tamminga Stefan Oosting Thomas Felten Mitja Zastrow            | 3.25,06    | PSV 2 Joeri Verlinden Gijs Damen Patrick Janssen Pieter van den Hoogenband | 3.28,10  | MNC Dordrecht Lennart Stekelenburg Arjan van der Plaat Alex Schelvis Robert Lijesen | 3.28,25  |
| 4×200 m              | PSV 1 Joeri Verlinden Gijs Damen Patrick Janssen Pieter van den Hoogenband | 7.37,11    | PSV 2 John Keetman Stefan Oosting Ewoud Tamminga Mitja Zastrow             | 7.41,24  | WVZ Wouter Smeets Marcel Thijsse Raymond van de Merwe Martijn Smeets                | 7.53,23  |
| Wisselslag estafette |                                                                            |            |                                                                            |          |                                                                                     |          |
| 4×100 m              | PSV 1 Mitja Zastrow Gijs Damen Bastiaan Tamminga Pieter van den Hoogenband | 3.48,97    | PSV 2 John Keetman Jeroen van de Berkt Joeri Verlinden Stefan Oosting      | 3.49,72  | De Dolfijn Sander Ganzevles Thijs van Valkengoed Joost Krommenhoek Stefan de Die    | 3.53,10  |

### Vrouwen
| Onderdeel            | Goud                                                                         | Goud     | Zilver                                                                          | Zilver   | Brons                                                                                  | Brons    |
| -------------------- | ---------------------------------------------------------------------------- | -------- | ------------------------------------------------------------------------------- | -------- | -------------------------------------------------------------------------------------- | -------- |
| Vrije slag           |                                                                              |          |                                                                                 |          |                                                                                        |          |
| 50 m                 | Marleen Veldhuis Swimteam                                                    | 25,10    | Inge Dekker De Kempvis                                                          | 25,71    | Saskia de Jonge 't Tolhekke                                                            | 26,27    |
| 100 m                | Marleen Veldhuis Swimteam                                                    | 54,69    | Inge Dekker De Kempvis                                                          | 55,61    | Femke Heemskerk De Zijl-LGB                                                            | 56,54    |
| 200 m                | Femke Heemskerk De Zijl-LGB                                                  | 2.02,82  | Linda Bank De Dolfijn                                                           | 2.03,43  | Manon van Rooijen De Kempvis                                                           | 2.06,24  |
| 400 m                | Linda Bank De Dolfijn                                                        | 4.20,23  | Femke Heemskerk De Zijl-LGB                                                     | 4.22,60  | Inge Dekker De Kempvis                                                                 | 4.25,18  |
| 800 m                | Linda Bank De Dolfijn                                                        | 9.07,57  | Maaike Waaijer Westland Dijkglas                                                | 9.09,65  | Linsy Heister PSV                                                                      | 9.12,36  |
| 1500 m               | Linsy Heister PSV                                                            | 17.32,74 | Maaike Waaijer Westland Dijkglas                                                | 17.39,83 | Marjolein Post Zwemlust-den Hommel                                                     | 17.40,26 |
| Rugslag              |                                                                              |          |                                                                                 |          |                                                                                        |          |
| 50 m                 | Hinkelien Schreuder PSV                                                      | 29,66    | Stefanie Luiken PSV                                                             | 30,49    | Mariët Koster ZPC Bikkel Hoogeveen                                                     | 30,59    |
| 100 m                | Hinkelien Schreuder PSV                                                      | 1.03,47  | Stefanie Luiken PSV                                                             | 1.06,04  | Wendy van der Zanden PSV                                                               | 1.06,12  |
| 200 m                | Wendy van der Zanden PSV                                                     | 2.20,08  | Mariët Koster ZPC Bikkel Hoogeveen                                              | 2.20,72  | Nadine Straten De Dolfijn                                                              | 2.24,21  |
| Schoolslag           |                                                                              |          |                                                                                 |          |                                                                                        |          |
| 50 m                 | Moniek Nijhuis OZ&PC                                                         | 32,52    | Margriet Zwanenburg DZ&PC                                                       | 33,39    | Ellen van de Velde WVZ                                                                 | 33,56    |
| 100 m                | Margriet Zwanenburg DZ&PC                                                    | 1.11,38  | Moniek Nijhuis OZ&PC                                                            | 1.12,10  | Jolijn van Valkengoed De Dolfijn                                                       | 1.12,73  |
| 200 m                | Margriet Zwanenburg DZ&PC                                                    | 2.36,13  | Loes Zanderink De Dinkel                                                        | 2.36,69  | Jolijn van Valkengoed De Dolfijn                                                       | 2.38,75  |
| Vlinderslag          |                                                                              |          |                                                                                 |          |                                                                                        |          |
| 50 m                 | Lenneke van Schaik De Dolfijn                                                | 27,96    | Annelies Pol Zignea                                                             | 28,28    | Femke Heemskerk De Zijl-LGB                                                            | 28,29    |
| 100 m                | Inge Dekker De Kempvis                                                       | 58,65    | Marleen Veldhuis Swimteam                                                       | 59,90    | Chantal Groot De Dolfijn                                                               | 1.00,46  |
| 200 m                | Inge Dekker De Kempvis                                                       | 2.17,89  | Sandra Temmerman MNC Dordrecht                                                  | 2.21,43  | Mariët Koster ZPC Bikkel Hoogeveen                                                     | 2.21,63  |
| Wisselslag           |                                                                              |          |                                                                                 |          |                                                                                        |          |
| 200 m                | Femke Heemskerk De Zijl-LGB                                                  | 2.18,27  | Lona Kroese De Dolfijn                                                          | 2.22,22  | Jolijn van Valkengoed De Dolfijn                                                       | 2.25,93  |
| 400 m                | Hinkelien Schreuder PSV                                                      | 5.01,54  | Mariët Koster ZPC Bikkel Hoogeveen                                              | 5.05,32  | Lona Kroese De Dolfijn                                                                 | 5.05,41  |
| Vrije slag estafette |                                                                              |          |                                                                                 |          |                                                                                        |          |
| 4×100 m              | De Dolfijn Lenneke van Schaik Linda Bank Jolijn van Valkengoed Lona Kroese   | 3.52,67  | PSV Hinkelien Schreuder Wendy van der Zanden Manon van Vulpen Stefanie Luiken   | 3.54,25  | DWK Tamar Bakker Joyce van Keulen Lotte Wilms Marielle Janssen                         | 4.00,72  |
| 4×200 m              | De Dolfijn Chantal Groot Jolijn van Valkengoed Lona Kroese Linda Bank        | 8.19,10  | De Kempvis Manon van Rooijen Natalie van der Hoeven Marlynn Vermeer Inge Dekker | 8.42,80  | Zwemlust-den Hommel Marjolein Post Marloes Nieberg Saskia van de Wielen Ellen de Goeij | 8.46,97  |
| Wisselslag estafette |                                                                              |          |                                                                                 |          |                                                                                        |          |
| 4×100 m              | De Dolfijn Lenneke van Schaik Jolijn van Valkengoed Chantal Groot Linda Bank | 4.18,17  | PSV Stefanie Luiken Suzan van de Boogaard Hinkelien Schreuder Manon van Vulpen  | 4.24,31  | ZPC Bikkel Hoogeveen Mariët Koster Nienke van Eck Anita Scheper Charlotte Mol          | 4.27,00  |